# Ґанадо (Аризона)
Ґанадо (англ. Ganado) — переписна місцевість (CDP) в США, в окрузі Апачі штату Аризона. Населення — 883 особи (2020).

## Географія
Ґанадо розташоване за координатами 35°41′30″ пн. ш. 109°33′21″ зх. д. / 35.69167° пн. ш. 109.55583° зх. д. (35.691770, -109.555803).  За даними Бюро перепису населення США в 2010 році переписна місцевість мала площу 23,70 км², з яких 23,69 км² — суходіл та 0,02 км² — водойми.

## Демографія
Згідно з переписом 2010 року, у переписній місцевості мешкало 1210 осіб у 372 домогосподарствах у складі 268 родин. Густота населення становила 51 особа/км².  Було 445 помешкань (19/км²).
Расовий склад населення:
| - 90,7 % — корінних американців - 5,9 % — білих - 0,9 % — азіатів - 0,2 % — чорних або афроамериканців |

До двох чи більше рас належало 2,1 %. Частка іспаномовних становила 2,8 % від усіх жителів.
За віковим діапазоном населення розподілялося таким чином: 33,4 % — особи молодші 18 років, 57,6 % — особи у віці 18—64 років, 9,0 % — особи у віці 65 років та старші. Медіана віку мешканця становила 29,4 року. На 100 осіб жіночої статі у переписній місцевості припадало 86,7 чоловіків;  на 100 жінок у віці від 18 років та старших — 87,0 чоловіків також старших 18 років.
Середній дохід на одне домашнє господарство  становив 42 508 доларів США (медіана — 30 556), а середній дохід на одну сім'ю — 51 323 долари (медіана — 43 333). За межею бідності перебувало 24,8 % осіб, у тому числі 23,1 % дітей у віці до 18 років та 35,7 % осіб у віці 65 років та старших.
Цивільне працевлаштоване населення становило 280 осіб. Основні галузі зайнятості: освіта, охорона здоров'я та соціальна допомога — 60,7 %, публічна адміністрація — 8,6 %, транспорт — 6,1 %, сільське господарство, лісництво, риболовля — 4,6 %.